# Dragan Čović
Dragan Čović, född 20 augusti 1956 i Mostar, Bosnien och Hercegovina (dåvarande Jugoslavien) är en bosnienkroatisk politiker som är partiordförande för Kroatiska demokratiska unionen i Bosnien och Hercegovina (HDZ BiH). Han var den kroatiske medlemmen av det roterande presidentskapet i Bosnien och Hercegovina under två perioder: 2002 till 2005 och 2014 till 2018.